# Bear Lake (Wisconsin, Barron megye)
Bear Lake  város az Amerikai Egyesült Államok Wisconsin államában, Barron megyében. Lakosainak száma 670 fő (2020. április 1.).

## Népesség
A település népességének változása:

| 2010 | 659 |
| 2020 | 670 |